# Departamento del Centro (Tolima)
Centro fue uno de los departamentos en que se dividía el Estado Soberano del Tolima (Colombia). Fue creado por la ley del 27 de enero de 1868, a partir del territorio de los departamentos del Espinal y Purificación. Tuvo por cabeceras a las ciudades de Guamo (1864-1866), Purificación (1866-1868) y de nuevo Guamo (1868-1886). El departamento comprendía parte del territorio de las actuales regiones tolimenses de Oriente, Sur y Suroriente.

## División territorial
En 1864 el departamento estaba dividido en los distritos de Guamo (capital), Carmen, Chaparral, Coello, Coyaima, Cunday, Dolores, Espinal, Ibagué, Melgar, Natagaima, Ortega, Purificación y San Luis, Santa Rosa y Valle.
En 1866 el departamento estaba dividido en los distritos de Purificación (capital), Carmen, Chaparral, Colombia, Coyaima, Cunday, Dolores, Espinal, Guamo, Melgar, Natagaima, Ortega, Prado y San Luis.
En 1876 el departamento estaba dividido en los distritos de Guamo (capital), Chaparral, Coyaima, Espinal, Melgar, Natagaima, Ortega, Purificación y San Luis, y las aldeas de Ataco, Alpujarra, Carmen de Apicalá, Coello, Cunday, Dolores, Miraflores, Payandé, Prado, Santa Rosa y Valle.